# Cy Twombly
Cy Twombly, né Edwin Parker Twombly Jr. le 25 avril 1928 à Lexington (Virginie) – mort le 5 juillet 2011 à Rome, est un peintre, dessinateur, sculpteur et photographe américain.
Cy Twombly appartient à la génération de Robert Rauschenberg, Jasper Johns ou encore Brice Marden, renouvelant l'art américain après la génération des expressionnistes abstraits que furent Jackson Pollock, Mark Rothko ou Barnett Newman.
Son œuvre croise certains des enjeux majeurs de l'art au XXe siècle tels le dilemme abstraction/figuration, l'influence de la psychanalyse, le primitivisme, le rôle de l'écriture et du signe en peinture, l'hommage aux anciens (mythologie, poésie, peinture ancienne), les liens artistiques entre Europe et Amérique.

## Biographie

### Origine familiale
Edwin Parker Twombly Jr, dit « Cy », est né en 1928 à Lexington en Virginie. Son père, Edwin Parker Twombly, dit « Cy » (1894-1974), était joueur de baseball dans l'équipe des Chicago White Sox. Il prit alors le surnom du célèbre lanceur Denton True Young (1867-1955), dit « Cy Young » (Cy pour « Cyclone »).
Le peintre Cy Twombly a donc  adopté non seulement les prénoms et nom de son père mais aussi son surnom. Cy Twombly Sr était professeur de sport au sein de la Washington and Lee University de Lexington.

### Formation et premières expositions aux États-Unis
Très jeune, Cy Twombly s'intéresse au dessin et à la peinture. Entre 1942 et 1946, il suit dans sa ville natale les cours du peintre Pierre Daura, un artiste espagnol (ancien élève du père de Picasso), longtemps réfugié en France et venu aux États-Unis après avoir épousé une Virginienne en 1938.
En 1946, Twombly entre à la Darlington School de Rome en Géorgie. Il passe l'été 1947 avec une colonie d'artistes à Ogunquit et à Groveland. Puis il suit, de 1947 à 1949, les cours de la Boston Museum School. Revenant étudier dans sa ville natale à la Washington and Lee University (Lexington), il est encouragé à intégrer l’Art Students League of New York (1950-1951). C'est là qu'il fait la rencontre des peintres Knox Martin et Robert Rauschenberg, dont il deviendra l'amant. Sur les conseils de celui-ci, il séjourne ponctuellement en 1951 et 1952 au Black Mountain College, près d'Asheville en Caroline du Nord, un lieu d'échanges et de rencontres intellectuelles où l'avant-garde new-yorkaise se regroupe. Il y côtoie notamment Franz Kline, Robert Motherwell, Ben Shahn, le poète Charles Olson, le musicien John Cage et le danseur et chorégraphe Merce Cunningham.
Sa première exposition se tient en novembre 1951 à la Seven Stairs Gallery de Chicago grâce à Aaron Siskind; il est exposé à la Kootz Gallery de New York au même moment par l'entremise de Robert Motherwell. Une bourse du musée des beaux-arts de Virginie obtenue en 1952 lui permet alors d'entreprendre avec Robert Rauschenberg un voyage en Europe, en Espagne, en Italie, en France et en Afrique du Nord de septembre 1952 à mai 1953. Au cours de ce voyage, les deux peintres découvrent notamment Rome, Venise, Florence, Assise ainsi que Casablanca, Marrakech et Tanger. Cy Twombly participe à des fouilles archéologiques dans des thermes romains.
De retour aux États-Unis en 1953, Twombly et Rauschenberg exposent à la Stable Gallery d'Eleanord Ward ce qui donne lieu à des critiques négatives. Twombly accomplit, entre l'automne 1953 et le printemps 1954, ses obligations militaires dans les services de cryptographie à Washington D.C. De retour à New York, il partage un temps l'atelier que Robert Rauschenberg loue Fulton Street. Sa vie new-yorkaise est marquée par de nouvelles amitiés, notamment avec Jasper Johns et Jackson Pollock, et par de nouvelles expositions à la Stable Gallery en 1956 et 1957. Il est exposé à partir de 1959 par Leo Castelli, fameux galeriste de New York d'origine italienne. Dans la dernière partie de sa carrière, il sera lié à la galerie Gagosian.

### Entre Europe et États-Unis - Le voyageur
En 1957, lors d'un deuxième séjour en Italie prévu pour être temporaire, il prend la décision de s'installer de façon fixe à Rome. Il y rencontre la même année Tatiana Franchetti, peintre et descendante d'une famille de mécènes versés dans les questions artistiques. Ils se marient à New York le 20 avril 1959 et ont un enfant, Cyrus Alessandro, né le 18 décembre de la même année. Dès lors, Cy Twombly vit entre l'Europe et les États-Unis disposant successivement ou parfois simultanément de résidences et ateliers à Rome, New York, Lexington, Sperlonga, Bolsena, Bassano in Teverina, Gaète, et rendant régulièrement visite à Robert Rauschenberg à Captiva Island (Floride).
La vie du peintre est marquée par de nombreux voyages, notamment en France où il réside à Paris, à l'hôtel La Louisiane, en Allemagne, en Suisse, en Égypte (1962), au Yémen (1983), en Inde (1973). Au cours de l'été 1991, Cy Twomby suit l'itinéraire du poète romantique anglais Lord Byron en Grèce.

### Le scandale desNeufs discours sur Commode
En mars 1964, lorsque les neuf huiles sur toile Neufs discours sur Commode furent exposées à la galerie Leo Castelli pour l'exposition "Nine Discourses on Commodus by Cy Twombly", ces œuvres ont provoqué un scandale qui a permis de mettre en évidence la présence de l'"American-Type Painting" dans la mentalité américaine, à savoir l'idée que l'art américain est en avance sur l'art européen, d'après le critique Clement Greenberg, principal défendeur de l'expressionnisme abstrait.
Les neuf œuvres, réalisées durant l'hiver 1963, sont un cycle basé sur l'empereur romain Aurelius Commode (161-192 après J.C), connu pour sa cruauté. Dans chacune des œuvres, plusieurs masses de couleurs se situent au centre de la peinture. Du premier au dernier tableau, ces masses évoluent, allant jusqu'à des blessures profondes et saignantes, allant à une apothéose dans le neuvième tableau. Ces masses se situent sur un fond gris, agissant comme un espace négatif qui contraste la couleur des masses, sur lequel apparaîssent tantôt des grilles, tantôt des graphiques qui ont servi à réaliser la composition. Cet ensemble met en accent la violence de Commode, mais elle peut faire un parallèle avec l'époque de la réalisation. Ce cycle a en effet été composé dans une période entre 1962 et 1963, qui peut faire écho aux incidents sombres du début des années 1960, tels que la crise des missiles de Cuba ou l'assassinat de John F. Kennedy. L'œuvre est donc complexe, dans le sens où les sources de Twombly pour réaliser ce cycle sont diversifiées. Par exemple, le mot "discours", qui est présent dans le titre, est utilisé selon la définition de Michel Foucault.
Si aujourd'hui l'œuvre est comprise, notamment la réflexion derrière l'œuvre, l'ensemble de peinture a été incomprise pour plusieurs raisons. Tout d'abord, les neuf tableaux ont été exposés dans le désordre, ce qui a eu pour effet de modifier la compréhension globale du tableau. L'absence de l'artiste durant l'exposition a empiré ce problème. De plus, un aspect souvent oublié est l'exposition d'un buste de l'empereur à côté de l'empereur. Cela est une pratique courante de Twombly : il existe une photographie de l'artiste posant à côté de Academy (1955), où un buste de Lucius Verus, l'oncle adoptif de Commode, est présent. Cela indiquerait que le lien entre peinture et sculptures antiques est important. Si Twombly a demandé à Leo Castelli la sculpture de Commode qui a inspiré l'artiste (certains pensent qu'il s'agit du Buste de Commode en Hercule, conservé au musée du Capitole, à Rome), rien n'indique si la sculpture a été exposée durant l'exposition. Ensuite, le public présent lors de l'exposition a été habitué au pop art et au minimalisme, qui a commencé à apparaître. Les critiques ont jugés les neuf tableaux de Twombly entre ces deux mouvements et beaucoup ont perçu les tableaux comme étant démodés et décalés. La critique la plus cinglante fut celle de Donald Judd, qui fut critique d'art avant d'être un acteur majeur du minimalisme. Il déclare : « Twombly est un ensemble de volutes de peinture rouge mêlées à un peu de jaune et de blanc, posées sur une surface grisâtre. On y trouve quelques coulures et éclaboussures, et parfois un trait de crayon. Ces tableaux sont vides. » Si cet avis est d'abord dû à la haine qu'a Judd envers la peinture, la raison principale de cette critique est l'absence de l'artiste sur la scène new-yorkaise. Twombly vivant en Europe, Judd a été dépassé par cette œuvre de la "vielle Europe". De plus, cinq ans plus tard, Castelli parlait des Neufs discours sur Commode avec mépris :
Il est parti, comme vous le savez, et a passé toutes ces années à Rome. Ensuite, j'ai eu une bonne exposition de lui, la première je crois, toujours avec du matériel de type américain. Ensuite, il m'a envoyé une exposition, mais elle n'a même pas eu lieu, et elle ne l’était pas […] Je ne l'ai pas beaucoup aimée […] Il y avait une série qui parlait d'un empereur […] Commode ou quelque chose comme ça. Les pièces n'étaient vraiment pas très bonnes. Elles étaient en quelque sorte européanisées et affectées.
Cette citation permet de rattacher cet avis à l'"American Type-Painting" de Greenberg : le sujet, le style et la réalisation ont été jugés européens par les critiques américains ("européen" avait une connotation péjorative et était synonyme de rétrograde, affecté et démodé). Cette critique est donc une promotion de l'art américain, en méfiance à la peinture et, plus spécifiquement, au style "européen" auquel Twombly est lié. Par conséquent, aucun des tableaux de Commode n'a été vendu et sont tous renvoyés à l'artiste. Cela a impacté la carrière de l'artiste, avec un ralentissement pendant deux ans et causant une légère crise créative. Jusqu'à la rétrospective de Twombly au Whitney American Art Museum en 1979, les neuf tableaux n'ont jamais été exposés. Aujourd'hui conservées au musée Guggenheim de Bilbao, ces peintures sont aujourd'hui considérées comme une pièce centrale et singulière de la peinture d'après-guerre, même malgré l'absence de son nom des chroniques de l'histoire de l'art des années 1960.

### Une reconnaissance internationale
Twombly est invité en 1964 à la Biennale de Venise. En 1968, le Milwaukee Art Museum monte sa première rétrospective aux États-Unis. Cette reconnaissance s'accentue en 1979 lors d'une rétrospective au Whitney American Art Museum. Il expose par la suite dans le monde entier: Kunsthaus de Zurich en 1987, Musée national d'art moderne de Paris en 1988, MoMA de New York en 1994, ainsi qu'à Houston Texas (où la Menil Collection a ouvert, en 1995, une section spécialement imaginée pour son œuvre dans un bâtiment dessiné par Renzo Piano en étroite collaboration avec le peintre), à Los Angeles, à Berlin… Le museum Brandhorst de Munich présente aussi un grand nombre de ses œuvres (un niveau complet est consacré au peintre avec, pour point d'orgue, le cycle Lepanto de 2001).
En 1996, il reçoit le prix Praemium Imperiale dans la catégorie Peinture et en 2001, le Lion d'or lors de la Biennale d'Art contemporain de Venise.
Cy Twombly meurt le 5 juillet 2011 à Rome.

## L'œuvre

### Chronologie sommaire de l’œuvre peinte
Le catalogue raisonné en six volumes de Cy Twombly recense 689 peintures — sans compter ses innombrables dessins et sculptures. Son œuvre peut, grossièrement, être divisée en sept périodes successives.

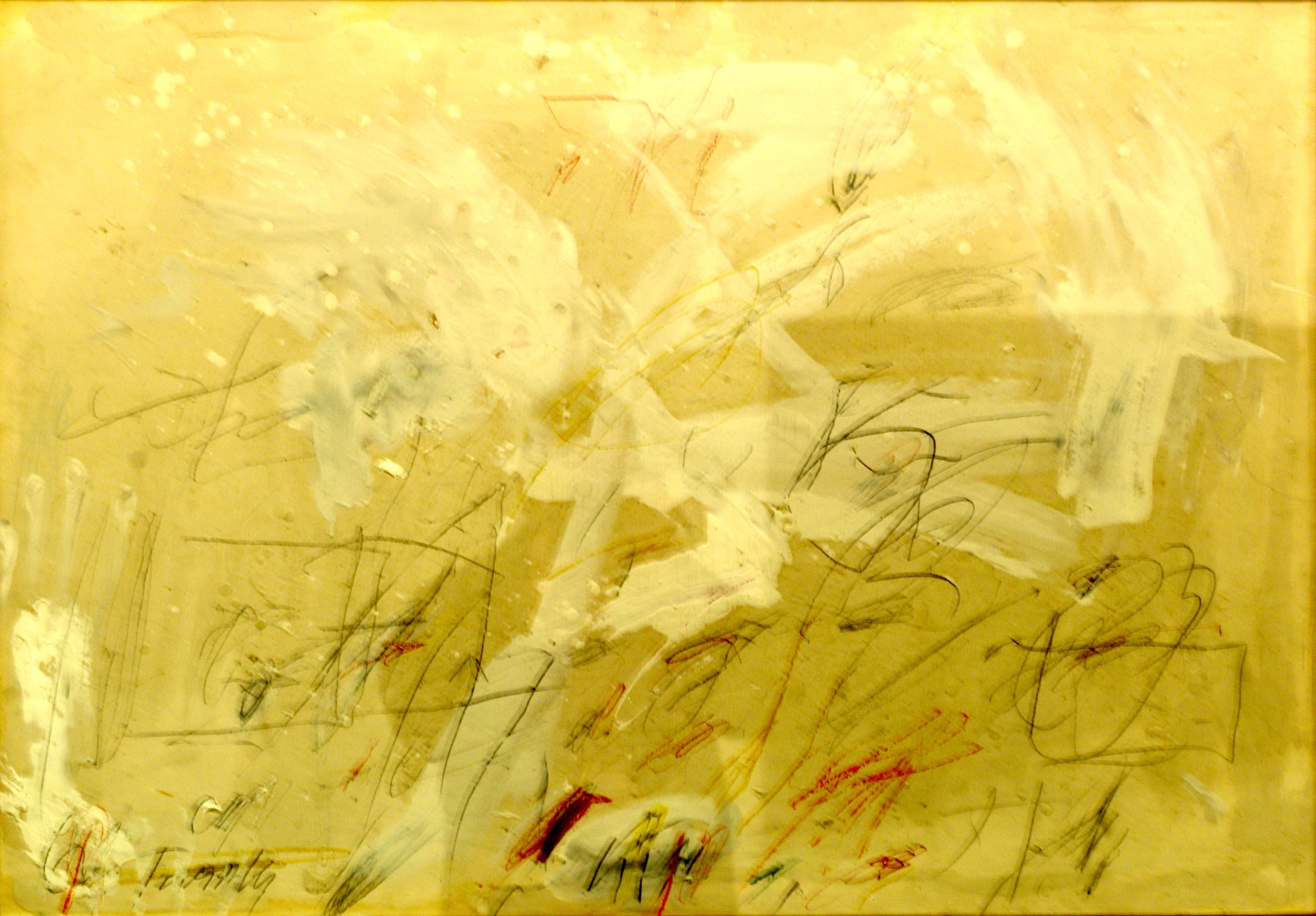
Untitled (1957)

Le dit catalogue en situe le début en 1948, même s'il existe une photographie du jeune Cy à l'âge de 16 ans  peignant sur le motif dans un paysage naturel d'Ogunquit dans le Maine (photographie titrée Cy Twombly with painting box + Umbrella of Charles Woodburry [sic]). Ces premières œuvres peintes sont peu mises en avant et mal connues.
Entre 1951 et 1953, l'artiste emploie dans ses toiles une matière épaisse et rugueuse peignant d'amples formes primitives, souvent phalliques. Cette phase, dominée par un chromatisme limité au noir et blanc, se nourrit notamment du voyage fait à Rome et au Maghreb avec Robert Rauschenberg.
1955 est l'année d'une série de tableaux tous perdus à l'exception de Panorama. L'ensemble, détruit par l'artiste, est notamment connu grâce à une photographie prise par Robert Rauschenberg dans l'atelier qu'ils partageaient à Fulton Street à New York. Sur ces toiles, un léger tracé blanc, heurté et abstrait, parcourt un fond uniformément noir. Cette série est souvent rapprochée des efforts que faisait Cy Twombly au cours de son service militaire (1953) pour désapprendre la technique classique du dessin, en s'exerçant dans l'obscurité.
Les années 1955-1959, marquées par l'installation à Rome en 1957, montrent une certaine unité dans la blancheur des fonds sur lesquels se dispersent de fins signes de nature variée. Cette période compte des séries et œuvres majeures telles que l'ensemble formé par Academy, Criticism, Free Wheeler, etc. peints en 1955 à New York, titrés aléatoirement avec la complicité de Jasper Johns et Robert Rauschenberg et interprétés parfois comme une réponse aux critiques féroces que subit Twombly à la suite de ses premières expositions (on lit «Fuck» à plusieurs reprises sur Academy). Cette série se prolonge avec Arcadia en 1958, très proche formellement mais mobilisant un thème très différent, une référence à l'Arcadie peinte notamment par Nicolas Poussin. 1959 voit de multiples déclinaisons de ces surfaces blanches parcourues de signes discrets avec : la série Untitled dite Lexington Paintings où les signes se fragmentent en minuscules entités, les 24 dessins de l'ensemble Poems to the sea qui relève de l'hommage à Stéphane Mallarmé (découvert par Twombly en 1957) et évoque la fertilité de l'épouse du peintre alors enceinte, et enfin, concluant l'année puisqu'il a été peint pendant la nuit de la Saint-Sylvestre 1959-1960, The Age of Alexander qui inaugure la récente paternité de l'artiste (son fils étant né le 18 décembre 1959).
Les cinq années qui suivent, de 1960 à 1964, sont dominées par une énergie irrationnelle s'exprimant autant dans la facture (couleurs exacerbées, compositions anarchiques, peinture souvent appliquée directement avec les mains) que par les thèmes (sexualité, scatologie, violence de certains mythes, etc.). La série Ferragosto, du nom italien de la fête de l'Assomption que Twombly vit en 1961 sous une très forte canicule, est le sommet de ce déchaînement baroquisant. Ces formes et thèmes coïncident avec la nouvelle vie italienne de Twombly, mais aussi avec la petite enfance de son fils. Elle se nourrit de confrontations avec la grande histoire de l'art : School of Fontainebleau (1960, en référence à l’École de Fontainebleau), Empire of Flora (1961, en liaison avec Nicolas Poussin), Dutch Interior (1961), les deux versions de School of Athens (1961 et 1964, en référence à la fresque des Loges vaticanes par Raphaël, Achilles Mourning the Death of Patroclus (1962), etc. Le tournant de cette période fut l'exposition à la galerie de Leo Castelli en 1964 du cycle Neufs discours sur Commode, qui fut sévèrement critiqué par Donald Judd,.
Ce nouvel affrontement avec la critique américaine freine la production de Twombly pendant plusieurs mois avant qu'il n'entame la période dite des « Blackboard paintings » (1966-1970), appelée ainsi du fait de leur ressemblance avec le tableau noir des écoliers. Exécutées à la peinture industrielle (fond) et au crayon à la cire (formes), ces nombreuses œuvres rappellent nettement Panorama et ses homologues détruits de 1955. Cependant, les motifs s'avèrent souvent plus rigoureux et plus austères, ce qui a encouragé un lien avec le minimalisme alors en vogue aux États-Unis. Des références à l'art et même à la musique restent présentes : le titre Night Watch rappelle Rembrandt et Treatise on the Veil (1970) doit autant aux dessins de draperies de Léonard de Vinci qu'à la composition concrète du musicien Pierre Henry. Cette période aride et pleine de rigueur se prolonge avec des séries aux formes différentes mais à l'esprit similaire : Bolsena (1969, prenant le nom de la ville italienne où les tableaux ont été exécutés) et les fameux Nini's paintings (1970) prenant le nom de Nini Pirandello, épouse d'un galeriste et amie de Twombly qui s'est alors récemment donnée la mort. La première série multiplie les figures géométriques annotées, quand la seconde est formée de all-over d'entrelacs suggérant l'indicible face à la mort.
Les quarante années qui suivent, de 1971 à 2011, peuvent être rassemblées, malgré le constant renouvellement auquel procède Cy Twombly. Désormais la couleur domine, la matière picturale coule souvent, l'écriture (poèmes) est particulièrement présente et les grands cycles se font plus réguliers (Fifty days at Iliam, Green paintings, Four Seasons, Coronation of Sesostris, Lepanto, Bacchus, Peony, Roses, etc.). L'exécution particulièrement longue du plus grand tableau peint par l'artiste traverse une partie de cette période : commencé en 1972, Untitled (Say goodbye, Catullus, to the shores of Asia minor) est achevé en 1994 pour être exposé à la galerie Gagosian de New York, en parallèle de la grande rétrospective du MoMA. Le peintre alterne les thèmes élégiaques (particulièrement sur le thème de l'amour et de l'exil) et épiques (guerres des périodes antique et moderne). Cette dualité s'exprime idéalement dans deux grandes œuvres graphiques formant pendants : Apollo and the Artist et Mars and the artist (1975). Les dernières années, nourries notamment par plusieurs collaborations avec des commanditaires français (Yvon Lambert, musée du Louvre) et allemands (les époux Brandhorst), donnent lieu à de très grands formats colorés (Bacchus, Peony, Roses).

### Une œuvre à part, mêlant gestualité, mythologie et poésie
L'œuvre de Cy Twombly se développe en marge des courants dominants de l'art américain et s'organise en de vastes séries et cycles. Jamais illustratrice, ni uniquement abstraite, elle demeure en retrait des débats concernant la figuration, ce qui constitue un apparent paradoxe formel. Celui-ci lui confère un caractère multiple et unique à la fois, dont témoignent l'ampleur et la diversité de ses œuvres sur papier.

En présentant sa première exposition à Paris en 1961, Pierre Restany, critique d'art contemporain, écrit :

« Son graphisme, est poésie, reportage, geste furtif, défoulement sexuel, écriture automatique, affirmation de soi, et refus aussi… il n’y a ni syntaxe ni logique, mais un frémissement de l’être, un murmure qui va jusqu’au fond des choses. »

L'œuvre peinte montre une grande diversité dans ses techniques et ses enjeux. Nombre de ses toiles sont des surfaces blanches recevant toute sorte de traces : chiffres, croix, schémas géométriques, barbouillages réalisés au doigt, griffonnages en hachures ou en boucles, écoulements sanglants ou scatologiques et enfin quelques mots (noms de dieux ou de héros antiques, vers de poètes célèbres, etc.). La peinture à l'huile reprend les teintes des humeurs corporels (du blanc-crème au brun en passant par tous les dégradés de rose et de rouge) et se mêle aux crayons de papier et crayons de couleur de l'enfance. L'écriture est heurtée, les lettres capitales se mélangent aux minuscules, les mots les plus simples sont raturés. L'œuvre achevée, l'essentiel de la surface de la toile reste vierge. Se joue donc ici la rencontre entre une forme de primitivisme enfantin, les tréfonds de la psychanalyse et la culture classique (qui, par les modes de son intrusion sur la toile et le choix des titres, semblent toujours être l'horizon absolu de l'univers du peintre).

« Twombly a constitué un corpus d’inscriptions régénérant toute une culture lettrée, antique et inactuelle. Son art est un combat contre l’effacement du vrai savoir, celui de la genèse des dieux et du monde, et de son substrat mythique. Ainsi, Twombly nous a laissé des Tables. Une Table de la matière, de la materia prima. »

Au cours de ses dernières années, et malgré son âge avancé, l'artiste s'est considérablement renouvelé. Du motif, peint grossièrement, s'écoulent des traînées de peinture colorées qui rejoignent le bord inférieur de la toile. Chaque motif apporte ses propres couleurs si bien que le bas de certains tableaux est une juxtaposition de coulures dont les teintes alternent aléatoirement. Le gribouillage énergique a donc laissé sa place à un geste plus ample avec une peinture liquide sur laquelle la gravité agit. De plus, la palette est plus riche et les couleurs (notamment les jaunes ou les rouges) atteignent une intensité rare dans l'histoire de la peinture. Twombly prouve ici ses qualités de coloriste. Un thème nouveau est venu accompagner cette entrée dans la couleur: les fleurs. Sur des toiles ou des planches de plusieurs mètres de long, Twombly peint des roses ou des pivoines hors d'échelle en de grands mouvements d'enroulement. Les vers de Rainer Maria Rilke, d'Emily Dickinson, de Patricia Waters, de T.S. Eliott ou de Ingeborg Bachmann accompagnent ces motifs. Reste une constante: le rejet de la maîtrise. L'écriture est raturée, biffée, parfois effacée sommairement; les motifs feignent la maladresse; la gravité, associée à la texture du support et à la viscosité de la peinture, déstructure les formes et engendre les traînées aléatoires. Les cycles Lepanto, Blossoms, Roses témoignent le mieux de ces récentes nouveautés.
En 2001, Cy Twombly est sollicité par Harald Szeemann, directeur de la biennale de Venise, pour proposer une exposition sur le thème «La fondation d'être humain». Pour cet événement particulier, il crée un grand cycle narratif consacré à la bataille de Lépante, célèbre bataille navale qui se déroula le 7 octobre 1571 en Grèce, dans le golfe de Lépante. Cette exposition s'appelle « Lepanto » (en anglais). Twombly commence à s'intéresser à ce sujet grâce aux représentations de la bataille que montrent les tapisseries réalisées à partir d'une suite de peintures de Luca Cambiaso pour le roi Philippe II d'Espagne. L'artiste a disposé «Lepanto» d'une manière à la fois symphonique et cinématographique avec quatre images de flammes, des feuilles tombantes, et avec un récit de la bataille très abstrait. La suite «Lepanto» est ensuite installée de façon définitive au museum Brandhorst de Munich.

### Œuvres sur papier
Il n'existe pas de hiérarchie entre peinture et dessin chez Cy Twombly. Plusieurs de ses travaux sur papier sont considérés comme des sommets de son œuvre, tels Poems to the Sea (1959) ou les pendants Apollo and the artist et Mars and the artist de 1975.
Vers la fin des années 1950, des graffitis et des griffures apparaissent sur la feuille de papier, se juxtaposant à des lettres, des mots et des chiffres. De véritables citations viennent parfois s’inscrire aux côtés des graffitis épars, souvent raturés ou même effacés.
Les dessins des années 1960 comportent un éclatement de la matière, qui se manifeste par l'usage intensif des crayons de couleur ainsi que du pastel et par une surface saturées de graffitis et de chiffres.
Au courant des années 1970, il accorde une place privilégiée au collage, où se succèdent des séries qui déclinent un même motif. Il produit ensuite de très grands formats, consacrés à la mythologie gréco-latine, dont se nourrit son œuvre depuis la fin des années 1950.
Le recours à la peinture au même titre que le crayon ou le pastel, s'intensifie au début des années 1990 et connaît son apogée dans une série de dessins datés de 2001. Ces œuvres, par lesquelles l'artiste brise le traditionnel cloisonnement entre peinture et dessin, constituent un sommet inédit de son art.

### Sculpture
Cy Twombly réalise aussi des sculptures,, assemblages d'objets modestes qu'il recouvre de peinture blanche. Une photo de 1946 démontre la précocité de ces recherches. Il fixe son esthétique dès 1948 avec une œuvre sans titre composée notamment de boutons de porte en porcelaine (conservée à l'Art Institute of Chicago). Il poursuit dans cette veine au cours des mois passés dans l'atelier de Robert Rauschenberg sur Fulton Street à New York après 1952 et la prolonge tout au long de sa carrière. Fleurs, barques, monuments et mythologies forment des thèmes communs avec l’œuvre peinte. L'unification des formes assemblées par la peinture blanche rappelle l'importance du blanc dans toute l’œuvre de Twombly (blanc du papier, de la toile, etc.) mais est associée par l'artiste lui-même, dans le cas des sculptures, au marbre antique.

### Photographie
Twombly est également photographe, activité dans laquelle la critique prétend retrouver la "modestie et la douceur poétique" qui imprègne toute son œuvre,.

## Expositions majeures[4]
- 1951 : Première exposition personnelle, au Milwaukee Art Museum
- 1951 : Première exposition new-yorkaise, Kootz Gallery
- 1953 : Première exposition à la Stable Gallery, New York
- 1964 : Exposition du cycle Nine Discourses on Commodus à la galerie Castelli, New York[2]
- 1979 : Rétrospective au Whitney Museum of American Art, New York

Années 1980
- 1987 : Rétrospective organisée par Harald Szeemann à la Kunsthaus de Zurich
- 1988 : Itinérance de l'exposition de 1987 au Centre national d'art et de culture Georges-Pompidou[37]
- 1989 : Rétrospective de l’œuvre peinte à la Menil Collection, Houston

Années 1990
- 1991 : Première exposition en Australie
- 1994 : Rétrospective au MoMA New York, avec itinérance à Houston, Los Angeles et Berlin

Années 2000
- 2001:  Exposition «Lepanto», d'après la bataille de Lépante, à la Biennale de Venise[13].
- 2004 : « Fifty years of works on paper », d'abord présentée à L'Ermitage de Saint-Pétersbourg en 2003, vient au Centre Pompidou
- 2007 : Série Blooming à la collection Lambert à Avignon[38].
- 2008 : « Cy Twombly, Cycles and Seasons », Tate Modern, Londres[38], avec itinérance à Bilbao et Rome
- 2008 : "Action painting", Fondation Beyeler (Suisse)[39]
- 2009 : Dans la collection François Pinault à Venise cette année-là, une salle entière fut consacrée aux 10 panneaux à l’acrylique, crayon et pastel gras de la série Coronation of Sesostris (2000)[40],[41].

Années 2010
- 2016-2017[42] : «Cy Twombly», Centre Pompidou[43],[2],[44].

Années 2020
- 2023 : Cy Twombly, œuvres sur papier (1973-1977), Musée de Grenoble[45].

## Cote
Trois études pour le Téméraire (1998-1999) de Twombly a été achetée en 2004 par la Art Gallery de Nouvelle-Galles du Sud 4,5 millions de dollars australiens[réf. nécessaire].
En 2015, une toile produite en 1968 par Cy Twombly, estimée à 60 millions de dollars et représentant six lignes de ce qui ressemble à des gribouillages circulaires blancs sur un tableau gris, est adjugée 70,5 millions de dollars aux enchères à New York.
En 2017, lors d'une vente de la maison Christie's, la grande toile Leda and the Swan (Léda et le cygne), peinte en 1962 par Twombly, est adjugée 52,8 millions de dollars (47 millions d'euros).

## Cy Twombly et la France

### L'affaire du «baiser»
En 2007, une exposition intitulée Blooming, a scattering of Blossoms and other Things, est consacrée à Cy Twombly à l'hôtel de Caumont qui abrite la Collection Lambert à Avignon.
Lors de cette exposition, une artiste cambodgienne, Rindy Sam, a mis une empreinte de ses lèvres enduites de rouge à lèvres sur une toile toute blanche du Triptyque consacré au Phèdre de Platon dégradant fortement cet ensemble estimé à 2 millions d'euros. La jeune personne comparait le 9 octobre 2007 devant le tribunal d'Avignon. Le jugement est rendu en novembre. Une amende de 4 500 € est requise.
Jugement du 16 novembre : Rindy Sam est condamnée à 1 500 € de dommages-intérêts (1 000 € pour Yvon Lambert, propriétaire du triptyque ; 500 € pour la Fondation) et un euro de dommages-intérêts est attribué à Cy Twombly conformément à ce que l'artiste a demandé. Une peine de 100 heures de travaux d'intérêt général lui est en outre infligée. La décision sur les frais entraînés par la restauration de l'œuvre est renvoyée au 28 février 2008 par le tribunal,. Ses avocats, Mes Patrick Gontard et Jean-Michel Ambrosino, proposent le remplacement par une toile neuve, strictement identique.
Le 2 juin 2009, la cour d'appel de Nîmes la condamne à payer 18 840 euros à la collection Lambert, au titre des frais de restauration de la toile. La décision est conforme à celle prononcée en première instance par le tribunal correctionnel d'Avignon, en août 2008. Elle doit en outre s'acquitter d'une somme de 500 euros en faveur du peintre, mais aussi d'Yvon Lambert, propriétaire de la toile, et de la collection qui l'abrite, au titre des dépenses liées à leur défense.

### Le plafond du Louvre
Le musée du Louvre, à Paris, passe à Twombly la commande pérenne d'un plafond qui orne, depuis 2010, une de ses grandes salles (salle des bronzes grecs). Il s'agit de la seconde commande émanant de l’État français après celle d'un rideau de scène pour l'Opéra Bastille en 1989. Le 23 mars 2010, Cy Twombly assiste au musée à l'inauguration de son plafond de 400 m2, oeuvre intitulée The Cieling,  pour le salon des Bronzes au premier étage de l'aile Sully. Ce plafond « bleu Giotto » comporte en bordure du rectangle qu'il forme une quarantaine de cercles d'autres couleurs figurant des boucliers antiques et sept cartouches portant le nom de sept sculpteurs célèbres de l'Antiquité grecque : Céphisodote, Lysippe, Myron, Phidias, Polyclète, Praxitèle, Scopas.
À cette occasion, Cy Twombly est élevé au grade de chevalier de la Légion d'honneur par le ministre de la Culture, Frédéric Mitterrand.
En février 2021, la Fondation Cy Twombly dénonce « un affront odieux » du Louvre après le réaménagement de la salle, « un changement complet de la qualité de la lumière du jour, qui est absorbée par les murs rouges, au lieu d’être reflétée par le blanc et d’éclairer ainsi les couleurs choisies pour le plafond. Le résultat est que le plafond a perdu l’atmosphère délicate et aérienne propre au projet de l’artiste et est désormais alourdi par ce dispositif chromatique nouveau et artificiel. » Il s’agit donc, à leurs yeux, « d’un dommage sérieux infligé à l’œuvre de Twombly, en violation des droits moraux de l’artiste » et la Fondation sollicite l'intervention du ministère de la Culture,,.

## Cy Twombly vu par…

### Charles Olson
Le poète Charles Olson soutient Cy Twombly lorsque celui-ci réside au Black Mountain College en 1951 et 1952. Il écrit en 1951 un poème en prose titré Cy Twombly où on lit : 

« There came a man who dealt with whiteness. And with space. He was an American. And perhaps his genius lay most in innocence rather than in the candor now necessary. In any case, he was not understood. »

### Roland Barthes
Roland Barthes écrit dans un texte majeur, dédicacé « à Yvon, à Renaud et à William » : 

« Comment nommer ce qu'il fait ? Des mots surgissent spontanément ("dessin", "graphisme", "griffonnage", "gauche", "enfantin"). Et tout de suite une gêne de langage survient : ces mots, en même temps (ce qui est bien étrange), ne sont ni faux ni satisfaisants : car d'une part, l'œuvre de TW coïncide bien avec son apparence, et il faut oser dire qu'elle est plate ; mais d'autre part — c'est là l'énigme — cette apparence ne coïncide pas bien avec le langage que tant de simplicité et d'innocence devraient susciter en nous qui la regardons… […] La matière va montrer son essence, nous montrer la certitude de son nom : c'est du crayon. »

### Philippe Sollers
« Une mémoire se dit, une jouissance se célèbre. Le nom, l'image allusive, la dédicace, la date. Le tout sans bords, en mouvement, comme lancé dans la délectation plane. On peut y reconnaître un dieu si l'on veut. Pas n'importe lequel. Pas n'importe quand ni sous n'importe quel masque. “Alors il reconnut le dieu.” Situation homérique classique, théophanie derrière l'épiphanie parfois la plus triviale. L'invitation de Twombly est explicitement de cet ordre. Son héros calme et décidé — lui-même — enregistre ces révélations. »

— Philippe Sollers, « Les épiphanies de Twombly », in: Éloge de l'infini

### Renaud Camus
« Rares sont dans l’œuvre de Twombly les domaines ou inspirations que j'aime moins, rarissimes ceux que je n'aime pas du tout. Mais il est un champ que j'aime plus que tout, c’est vrai, c'est le grand champ lyrique, celui des hommages, souvent en polyptyques, à Goethe, à Sapho, à Virgile, Théocrite ou Valéry. La poésie plastique ne cesse jamais d'y être un frémissement parce que toute littéraire qu'elle soit d'inspiration, et chargée de la culture la plus fine et la plus aimante, elle est souffle, air, voyage, paysage et bruissement de feuillage, senteur de montagne en vue de la mer. »

— in Renaud Camus, Aguets – Journal 1988

### Démosthène Davvetas
« La graphé de Cy Twombly est émotionnelle et implicitement érotique. […] La graphie/écriture de Twombly ressemble à une peinture d'action sur un vieux mur. […] À travers l'écriture émotionnelle et érotique de Twombly, la couleur, le matériau, la ligne réapparaissent, mais le déjà connu est délivré de son usure, réécrit de telle sorte qu'il continue à nous surprendre. »

— in Démosthène Davvetas[Qui ?] Écriture poétique et langage plastique (Au même titre éditions)

### Marcelin Pleynet
« L'œuvre de Cy Twombly emporte le jugement, sa présence s'impose comme une évidence et emporte l'adhésion. Elle est déjà du regard de celui qui la découvre, elle le requiert, elle dépasse la conviction. Vous êtes dans ce rapport immédiat ou alors c'est manqué, ça ne sera pas pour vous, pas cette fois-ci. Vous êtes compromis dans son geste, vous êtes de son collage. Voilà, elle comprend celui qui l'aborde, il est de sa mise en scène, il est dedans, il est de son commentaire. »

— in Marcelin Pleynet « Dessein des lettres des chiffres et des mots. La peinture par l'oreille » (1974)

#### En français
- Roland Barthes : Cy Twombly. Non multa sed multum. Weisheit der Kunst. Merve, Berlin 1983  (ISBN 3-88396-033-0)
- Nela Pavlouskova, Cy Twombly. Dernières peintures 2003-2011, Paris, Editions du Regard, 2014, 200 p.  (ISBN 978-2-84105-324-7)
- Jonas Storsve, Simon Schama et Roland Barthes : Cy Twombly : Cinquante années de dessins, Paris, Éditions Gallimard, coll. « Les classiques du XXe siècle », 2004, 172 p.  (ISBN 978-2070117741)
- Richard Leeman : Cy Twombly. : Peindre, Dessiner, Écrire, Paris, Éditions du Regard, coll. « Arts plastiques », 2004, 322 p.  (ISBN 978-2841051748)
- Richard Leeman : Cy Twombly, The Ceiling : Un plafond pour le Louvre, Paris, Éditions du Regard, coll. « Arts plastiques », 2010, 72 p.  (ISBN 978-2841052530)
- Éric Mézil : Le temps retrouvé. Cy Twombly photographe et artistes invités, Arles, Actes Sud, coll. « Beaux Arts », 2011, 384 p.  (ISBN 978-2742797417)
- Jonas Strosse (dir.), Cy Twombly : [exposition, Paris, Centre Pompidou, Galerie 1, 30 novembre 2016-24 avril 2017], Paris, Centre Pompidou, 2016, 320 p. (ISBN 978-2-84426-758-0)